# Athena (película de 1954)

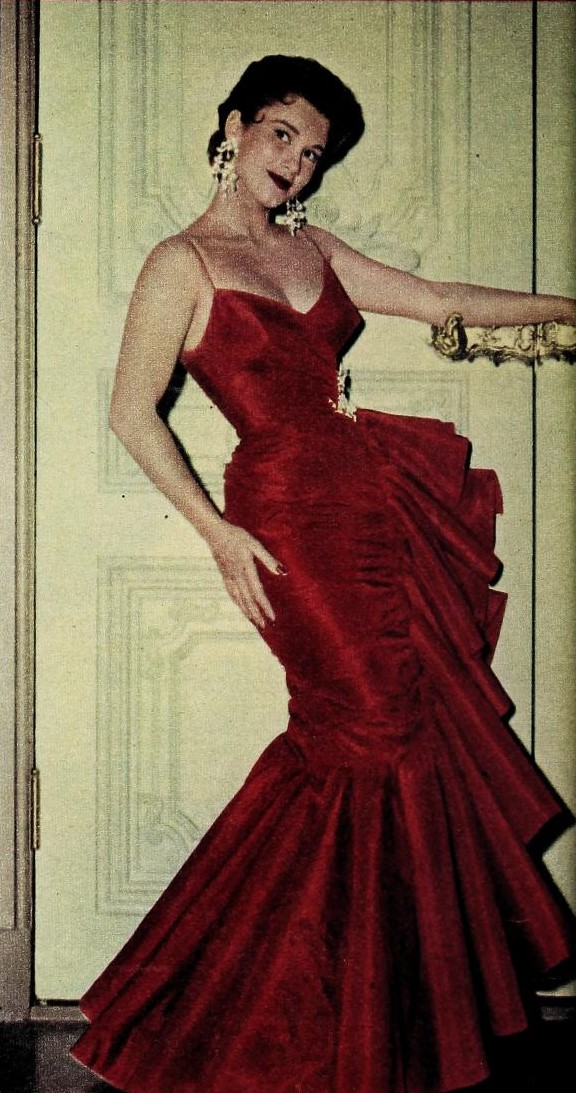
Linda Christian en "Athena"

Athena es una película de comedia musical romántica estadounidense dirigida por Richard Thorpe en 1954 y protagonizada por Jane Powell, Edmund Purdom, Debbie Reynolds, Vic Damone, Louis Calhern, Linda Christian, Evelyn Varden y Ray Collins. Fue lanzada por la Metro-Goldwyn-Mayer.
La película cuenta la historia de un abogado chapado a la antigua que se enamora de una hija de una familia de fanáticos del deporte.

## Argumento
El abogado conservador Adam Calhorn Shaw (Edmund Purdom) espera ser elegido para un cargo en el Congreso de los Estados Unidos, como ya lo habían sido su padre y su abuelo paterno. Está comprometido con una sofisticada dama de la alta sociedad, Beth Hallson (Linda Christian). Al llegar a un vivero para quejarse de los melocotoneros que había comprado anteriormente, Adam conoce a la enérgica y excéntrica Athena Mulvain (Jane Powell), la mayor de siete hermanas en una curiosa familia antitabaco, vegetariana, abstemios y que siguen a la astrología y la numerología.
Athena se ofrece a darle consejos sobre cómo cubrir los melocotoneros, sin embargo, Adam se pone nervioso y se va. Más tarde, en una fiesta, llega Athena, cubre los melocotoneros de Adam, lo besa y anuncia su intención de casarse con él. También decide, tras un cálculo numerológico, que el amigo de Adam, Johnny Nyle (Vic Damone), sería perfecto para su hermana, Minerva (Debbie Reynolds). Athena regresa a la casa de Adam a la mañana siguiente, para sorpresa de la prometida de Adam. Adam promete decirle a Athena que no tiene ningún interés romántico en ella, pero descubre que ella se ha ido. Le pide a su secretaria legal, la señorita Seely, que la busque, pero fue en vano. Eventualmente, Johnny regresa y le dice a Adam que la familia de Athena es propietaria de una tienda de alimentos saludables y que él puede encontrarla allí. Esa noche, cuando Adán va a la casa, se encuentra con la meditadora abuela Salomé, Minerva y las otras 5 hermosas hermanas de Atenea, que cantan y bailan: Níobe, Afrodita, Calíope, Medea y Ceres. También conoce a los culturistas que el abuelo de las niñas (Louis Calhern) ha estado entrenando para la competencia Mr. Universo, Ed Perkins y Bill Nichols.
A pesar de las formas extrañas de la familia, y aunque Adam inicialmente intenta resistirse a Athena, finalmente sucumbe a sus encantos y rompe con Beth. Justo cuando todo parece color de rosa, la abuela prevé que se avecinan tiempos difíciles. Las hermanas de Athena le aconsejan que rompa con Adam, sin embargo, Athena elige seguir adelante con la relación, sabiendo que "el amor puede cambiar las estrellas". Las hermanas visitan la casa de Adam mientras él está fuera y realizan un cambio de imagen, quitan alfombras y biombos e instalan urnas grandes y flores frescas. El influyente amigo de la familia de Adam, el Sr. Grenville, el socio del bufete de abogados de Adam, el Sr. Griswalde, y el director de campaña de Adam para las elecciones al Congreso, el Sr. Tremaine, llaman a la casa de Adam y se comunican con Athena por teléfono. Curioso, visitan la casa de Adam solo para encontrar a la abuela allí en lugar de las niñas. Adam invita a Athena a una recepción formal en la casa del Sr. Grenville. Al principio, Athena encanta a la fiesta con su naturaleza agradable y una interpretación improvisada de un aria de una ópera de Donizetti. Sin embargo, pierde los estribos cuando Beth le presenta a Athena una cena buffet donde todas las verduras están rellenas de carne.
Surgen más dificultades cuando Adam humilla a Ed Perkins y al abuelo en la televisión en la final de "Mr. Universo". El abuelo esperaba que Ed se casara con Athena para tener hijos perfectos. Adam ataca verbalmente al abuelo por la hipocresía de muchas de sus creencias. Ed amenaza a Adam poniéndolo en una bodega de la que Adam sale lanzando a Ed en un lanzamiento de jiu jitsu y ambos eventos aparecen en la televisión nacional. Sus cuidadores le dicen a Adam que su carrera política ha terminado porque avergonzó el sistema de creencias de la gente de Athena, alienando a los votantes con esas simpatías, mientras que aquellos que se oponen a sus creencias asociarían a Adam con mantener sus creencias simplemente estando con ellos.
A pesar del conflicto adicional requerido, se restablece la armonía y todos los jugadores principales se reúnen para una fiesta al estilo Mulvain.

## Reparto
- Jane Powell como Athena Mulvain
- Edmund Purdom como Adam Calhorn Shaw
- Debbie Reynolds como Minerva Mulvain
- Vic Damone como Johnny Nyle
- Louis Calhern como Ulysses Mulvain
- Linda Christian como Beth Hallson
- Evelyn Varden como Salome Mulvain
- Ray Collins como Mr Tremaine
- Carl Benton Reid como Mr Griswalde
- Howard Wendell como Mr Grenville
- Virginia Gibson como Niobe
- Henry Nakamura como Roy
- Nancy Kilgas como Aphrodite
- Dolores Starr como Calliope
- Jane Fischer como Medea
- Cecile Rogers como Ceres
- Kathleen Freeman como Miss Seely
- Steve Reeves como Ed Perkins
- Richard Sabre como Bill Nichols

## Producción
El guion era original, no basado en ninguna novela o historia previa. Originalmente estaba destinada para ser protagonizada por Elizabeth Taylor y luego por Jane Powell. Fue entonces cuando Esther Williams le encantó el proyecto. Sin embargo, en 1953, Williams causó baja por maternidad pero antes de su partida, había asumido que aparecería en Athena a su regreso, ya que había ayudado a crear el guion con Leo Pogostin y Charles Walters.
MGM anunció inicialmente que la aparición de Williams en Athena se pospondría para permitirle hacer otro musical para Joe Pasternak (Bermuda). Sin embargo, el estudio decidió elegir a Williams para Jupiter's Darling y la reemplazó por Jane Powell, que fue eliminada de Quiéreme o déjame. Cambiaron al personaje principal de un nadador a un cantante, para acomodar a Powell. Janet Leigh y Vera-Ellen también fueron candidatasas para la película, pero la rechazaron.
El protagonista masculino se le dio a Edmund Purdom, quien había protagonizado de The Student Prince (1954) ya que el jefe de producción de MGM, Dore Schary, quería convertir a Purdom en una estrella. El rodaje se retrasó para que Purdom pudiera reemplazar a Marlon Brando en Sinuhñe, el egipcio.